# Rosemunho
O rosemunho  (ou remoinho) é um ser mítico do folclore popular português. Este ser está relacionado com o mito solar, que aparece ao meio-dia, ou nas horas abertas (também chamadas Trindades) e é tido como um ser maléfico.
| “                                                                        | «À hora do meio dia encontram pelas estradas, nas encruzilhadas, umas cousas más, que se chamam rosemunhos (remoinhos). O resemunho é como uma poeirada: leva paus, pedras, e se apanha alguma pessoa no meio, leva-a também pelos ares, mas se a pessoa trouxer umas contas na algibeira e as atirar à tal cousa má, não lhe acontece mal algum.» | ” |
| — Teófilo Braga, O Povo Português nos seus costumes, crenças e tradições | |   |

## Analogias mitológicas
Dentro do rol do folclore tradicional português, o balborinho assemelha-se ao rosemunho, manifestando-se ambos sob a forma de redemoinho e causando estragos na vida das pessoas. Porém, diferem em diversos pontos, por um lado, o balborinho tem uma etiologia clara, tratando-se, geralmente, da alma penada de um camponês que tenha cometido algum tipo de crime agrário ou do disfarce de alguma bruxa ou do próprio diabo; ao rosemunho não é atribuída qualquer etiologia conhecida. Por outro lado, no que toca à hora da sua ocorrência, o rosemunho está intimamente ligado à hora do meio-dia e com a hora das Trindades, ao passo que o balborinho não goza de uma associação horária específica tão nítida.
Ainda nesta análise, vale salientar a forma de se dissipar ou afastar cada um dos dois, que é semelhante, mas mesmo assim não é rigorosamente igual. No caso do rosemunho é afastado por um punhado de contas, que se lancem ao redemoinho, ao passo que no balborinho já é uma navalha ou faca, ou o recurso a determinadas orações
 

O autor Miguel Abrantes entende que ambas são mesma entidade folclórica, apenas com nomes diferentes, ao passo que Teófilo Braga, por seu turno, as entendia como duas entidades distintas.